# Budrio
Budrio (en dialecte bolonyès: Bûdri) és una ciutat i comune (municipi) de la Ciutat metropolitana de Bolonya (antiga província de Bolonya), a la regió italiana d'Emília-Romanya, situat uns 15 km a l'est de Bolonya.
L'1 de gener de 2018 tenia 18.440 habitants.

## Història
L'àrea de Budrio era una colònia romana; el territori estava dividit entre legionaris veterans. No obstant això, la ciutat actual va ser fundada en els segles X-XI aC. L'església de San Lorenzo ja estava activa el 1146. Al segle xiv, el cardenal Gil de Albornoz la va reconstruir com un castell, del qual encara es conserven les dues grans torres (1376), mentre que de les muralles només en queda una petita secció.

## Llocs d'interès
- Castell de Bentivoglio (s. XVI).
- Villa Ranuzzi Cospi, a Bagnarola.
- Pinacoteca Domenico Inzaghi.
- Esglésies de San Domenico del Rosario, San Lorenzo i Santi Gervasio e Protasio.

## Ciutats agermanades
- Gyula, Hongria, des de 1965
- Eichenau, Alemanya, des de 1991